# Personificación nacional
Una personificación nacional es la antropomorfización de una nación, que puede aparecer tanto en caricaturas editoriales como en propaganda. Son usadas por sus respectivas naciones para exaltar características propias del país. Algunas personificaciones tempranas en el mundo occidental tendían a ser manifestaciones nacionales que tenían aspecto de matrona, de guerrera, o valquiria en los países nórdicos y con frecuencia tomaban el nombre latino de la antigua provincia romana que simbolizaban como Hispania, Britania, Germania o Helvetia.

## Historia
Las alegorías como personificación nacional con forma de mujer surgieron ya en la Antigua Grecia, de hecho, aunque no quede ninguna muestra, se sabe que hubo ya algún relieve y estatuas en Grecia representando a Hellas —la alegoría de Grecia— a pesar incluso de haber estado por aquel entonces la región dividida en diferentes ciudades-estado. Seguramente la crearon al cerciorarse de su historia y cultura comunes frente a un enemigo externo y común —los persas— durante las guerras médicas. Roma continuó esta costumbre, sobre todo en la numismática, acuñando monedas de alegorías que representaban a Roma, Constantinopla o las provincias romanas, como Hispania, Britania, Galia, entre otras, en un comienzo como una forma de celebrar la victoria de Roma hacia una de estas regiones, por lo que era común al principio ver alegorías de provincias romanas arrodilladas y derrotadas en las monedas romanas como propaganda política. En tiempos de Adriano se presentaron algunas alegorías de provincia, pero esta vez no como derrotadas sino que eran representadas dignamente para conmemorar las visitas del emperador por las provincias del Imperio.
El hecho de que tanto Grecia como Roma eligieran figuras femeninas en lugar de masculinas no se debe a un hecho fortuito. En ambos idiomas: griego y latín, los nombres de los países son de género femenino, por tanto no es extraño que ambas culturas eligieran de este modo mujeres para que representaran a sus países o en el caso de Roma, a sus provincias. Del mismo modo los romanos en algunas de sus monedas también representaron a los ríos, pero estos en latín son de género masculino, por lo que eligieron varones para representarlos, como fue el caso del río Nilo que aparece en varias monedas romanas como una figura masculina anciana.
Algunas de estas alegorías siguieron apareciendo en la Edad Media o en la Edad Moderna, aunque el auge de estas se produjo durante el movimiento artístico del romanticismo que se dio a principios del siglo XIX. En el caso de que un país no tuviera la inventaron usando para ello su nombre en neolatín medieval o adaptándolo si no terminaba con la letra "a"; como en el caso de la alegoría de Hamburgo que su nombre en neolatín era Hammaburgum y lo tuvieron que readaptar llamándola Hammonia para que pareciera el nombre similar a otras alegorías que sí terminaban en "a" . 
El romanticismo propugnaba una vuelta al origen de las naciones, miraba al pasado con cierta nostalgia, tanto la Edad Antigua como la Edad Media y esto trajo como consecuencia un desarrollo artístico en todo lo que tuviera que ver con el pasado de las naciones con el fin de exacerbar el nacionalismo. Las personificaciones nacionales fueron un instrumento de los gobiernos para la propaganda en tiempos de guerra o para acrecentar el sentimiento de pertenencia y orgullo nacional entre la población. Estatuas de personificaciones de antiguas provincias romanas o recién inventadas por esa corriente se levantaron en calles y plazas de toda Europa. Algunas protagonizan poemas o incluso himnos como Britania en la canción Rule, Britannia! y otras en cambio, caerían un poco en el olvido o se dejarían de lado por el auge del fascismo en algunos países y su derrota en la Segunda Guerra Mundial como fue el caso de Austria.
La mayoría de las personificaciones nacionales suelen ser figuras femeninas. A veces aparecen como una matrona o una madre y otras como una guerrera  —o como una valquiria en las alegorías escandinavas— defendiendo a su pueblo. En otros casos las personificaciones son figuras masculinas, como en el caso del estadounidense Tío Sam o el británico John Bull. Muchas naciones también disponen de un animal alegórico como es el caso de Rusia con el oso ruso o Francia con el gallo galo. Por último existen otro tipo de personificaciones que caracterizan al ciudadano medio de un país, como Ze Povinho, Juan Español o Deutscher Michel y que en su mayoría suelen estar representados por figuras masculinas.

## Personificaciones por país o territorio
En esta lista se incluyen, aparte de las personificaciones de una nación de forma antropomorfa (con forma humana), también a personajes legendarios (no históricos) fundadores de una nación, personificaciones de una nación zoomorfa (con forma de animal) y las personificaciones del ciudadano medio de un país.
| País                   | Personificación | Animal alegórico                                  |
| ---------------------- | --- | ------------------------------------------------- |
| Albania                | Madre Albania | Águila bicéfala                                   |
| Alemania               | Germania, Deutscher Michel                                                                                               | Águila federal alemana                            |
| América                | América |                                                   |
| Argentina              | Representaciones alegóricas de la Argentina, Martín Fierro                                                               |                                                   |
| Armenia                | Madre Armenia (Mayr Hayasdan)                                                                                            |                                                   |
| Australia              | El chiquillo de Manly | Canguro boxeador                                  |
| Austria                | Austria | Águila bicéfala                                   |
| Bangladés              | Bangamata, Joy Bangla | El tigre de Bengala                               |
| Bolivia                | | Cóndor                                            |
| Brasil                 | Efígie da República (Efigie de la República).                                                                            |                                                   |
| Bélgica                | La Belgique o Belgica | Leo Belgicus                                      |
| Bulgaria               | Madre Bulgaria |                                                   |
| Camboya                | Preah Thong y Neang Neak                                                                                                 |                                                   |
| Canadá                 | Johnny Canuck, Mounties En Québec: Le Vieux de '37                                                                       |                                                   |
| Chile                  | El Roto | Cóndor y huemul                                   |
| Colombia               | Juan Valdez | Cóndor                                            |
| China                  | | Dragón chino                                      |
| Corea del Sur          | Dangun, Ungnyeo | Tigre siberiano                                   |
| Croacia                | Madre Croacia |                                                   |
| Cuba                   | Don Liborio |                                                   |
| Dinamarca              | Mor Danmark, Holger Danske                                                                                               |                                                   |
| El Salvador            | Salvador del Mundo |                                                   |
| Emiratos Árabes Unidos | | Halcón de Quraish                                 |
| Eslovaquia             | Juraj Jánošík |                                                   |
| Eslovenia              | Kralj Matjaž, Kranjski Janez, Peter Klepec                                                                               |                                                   |
| España                 | Hispania, Juan Español                                                                                                   | León hispano, Toro de Osborne                     |
| Estados Unidos         | Lady Liberty, Tío Sam, Brother Jonathan, Columbia, Billy Yank (la Unión en la Guerra de secesión)                        | Águila de cabeza blanca                           |
| Filipinas              | Juan dela Cruz, Maria Clara, Inang Bayan                                                                                 | Águila monera                                     |
| Finlandia              | Suomi-neito (La dama de Finlandia)                                                                                       |                                                   |
| Francia                | Marianne | Gallo galo                                        |
| Georgia                | San Jorge, Kartlis Deda                                                                                                  |                                                   |
| Grecia                 | Hellas | Mochuelo de Atenea, Fénix                         |
| Haití                  | Ezili Dantor |                                                   |
| Hungría                | Señora Hungaria | Turul                                             |
| Irlanda                | Erin, Kathleen Ni Houlihan, Hibernia                                                                                     |                                                   |
| India                  | Bharat Mata (Madre India)                                                                                                | León asiático                                     |
| Indonesia              | Ibu Pertiwi |                                                   |
| Irak                   | | Águila de Saladino                                |
| Islandia               | Fjallkonan (La mujer de las montañas)                                                                                    |                                                   |
| Israel                 | Srulik |                                                   |
| Italia                 | Italia Turrita |                                                   |
| Japón                  | Amaterasu, Jinmu Tennō                                                                                                   |                                                   |
| Jordania               | Abu Mahjoob |                                                   |
| Kirguistán             | Manas |                                                   |
| Kuwait                 | | Halcón de Quraish                                 |
| Lituania               | Lietuva |                                                   |
| Macedonia del Norte    | Madre Macedonia |                                                   |
| Malasia                | Hang Tuah | Tigre malayo                                      |
| Malta                  | Melita |                                                   |
| Marruecos              | | León del Atlas                                    |
| México                 | Alegoría de la Patria Mexicana, Charro, Adelita, China poblana                                                           | El águila y la serpiente                          |
| Nicaragua              | El Güegüense |                                                   |
| Noruega                | Mor Norge, Ola Nordmann, Nór                                                                                             |                                                   |
| Nueva Zelanda          | Zealandia | Kiwi                                              |
| Países Bajos           | Doncella neerlandesa, Hans Brinker                                                                                       | Leo Belgicus                                      |
| Palestina              | Handala | Águila de Saladino                                |
| Pakistán               | Pāk Wātān |                                                   |
| Perú                   | Madre Patria | Vicuña                                            |
| Polonia                | Polonia, Lech | Águila Blanca                                     |
| Portugal               | Zé Povinho, Efígie da República, Eu nacional, Ángel de Portugal                                                          | Dragón                                            |
| República Checa        | Čechie, Čech, Czech Vašek, El buen soldado Švejk                                                                         | León con dos colas                                |
| República Dominicana   | Conchoprimo |                                                   |
| Reino Unido            | Britania, John Bull En Escocia: Caledonia, Jock Tamson, Scotia, Cailleach Béirre En Gales: Dama de Gales, Deffroad Cymru | León En Escocia: Unicornio En Gales: Dragón galés |
| Rumania                | România |                                                   |
| Rusia                  | Madre Rusia, Rus | Oso ruso, Águila bicéfala                         |
| Serbia                 | Madre Serbia, Doncella de Kosovo                                                                                         | Águila bicéfala                                   |
| Singapur               | | Merlion                                           |
| Siria                  | | Halcón de Quraish                                 |
| Suecia                 | Madre Svea |                                                   |
| Suiza                  | Helvetia |                                                   |
| Surinam                | Mama Sranan |                                                   |
| Tailandia              | Phra Siam Devadhiraj, Tailandia, Khun Borom                                                                              |                                                   |
| Ucrania                | Berehynia, Cosaco Mamai                                                                                                  |                                                   |
| Unión Europea          | Europa, Europa regina |                                                   |
| Uruguay                | Representaciones alegóricas del Uruguay                                                                                  |                                                   |
| Venezuela              | Juan Bimba, María Lionza                                                                                                 |                                                   |
| Vietnam                | Los cuatro inmortales |                                                   |
| Yemen                  | | Águila de Saladino                                |
| Zimbabue               | | Ave de Zimbabue                                   |

### Entidades nacionales extintas
| País                                  | Personificación         | Animal alegórico       |
| ------------------------------------- | ----------------------- | ---------------------- |
| Antigua Cartago                       | Dido                    |                        |
| Antigua Roma                          | Dea Roma, Rómulo y Remo | Águila romana, Luperca |
| Ciudad Estado de Atenas               |                         | Mochuelo de Atenea     |
| Ciudad Libre de Fráncfort             | Francofurtia            |                        |
| Ciudad Libre y Hanseática de Hamburgo | Hammonia                |                        |
| Condado de Tirol                      | Tirolia                 |                        |
| Ducado de Brunswick                   | Brunonia                |                        |
| Ducado de Franconia                   | Franconia               |                        |
| Estados Confederados de América       | Johnny Reb              |                        |
| Imperio Bizantino                     |                         | Águila bicéfala        |
| Imperio Etíope                        |                         | León de Judá           |
| Prusia                                | Borussia                | Águila Negra           |
| Reino de Baviera                      | Bavaria                 |                        |
| Reino de Francia                      | Galia o Francia         | Gallo galo             |
| Reino de Galicia                      | Breogán                 |                        |
| Reino de Judá                         |                         | León de Judá           |
| Reino de Navarra                      |                         | Arrano Beltza          |
| Reino de Portugal                     | Portugal                | Dragón                 |
| Reino de Sajonia                      | Saxonia                 |                        |
| Reino de Wurtemberg                   | Wurttembergia           |                        |
| República de California               |                         | Oso pardo              |
| República de Génova                   |                         | Grifo                  |
| República de Venecia                  |                         | León de San Marcos     |
| Sacro Imperio Romano Germánico        | Germania                | Águila bicéfala        |
| Unión Soviética                       | Madre Patria            | Oso                    |
| Yugoslavia                            |                         | Águila bicéfala        |

### Ciudades alemanas con alegoría
Alemania debido a que se unificó con el movimiento del romanticismo ya en pleno auge, creó —aparte de Germania— algunas personificaciones relacionadas con antiguos reinos, ducados o ciudades libres independientes antes de su unificación y que se encuentran reflejadas en la tabla anterior, un claro ejemplo es Baviera con su alegoría Bavaria, que aunque sigue existiendo como Estado federado alemán ya no es independiente. Sin embargo algunas ciudades que nunca fueron libres e independientes, fueron más allá y crearon su propia personificación para su ciudad:
- Berlín — Berolina
- Lübeck — Lubeca

## Galería
| |
| El Arcángel San Miguel junto a una alegoría desconocida (primera a la izquierda) seguida de Britania, Italia, Austria, Madre Rusia, Germania y Marianne, litografía "Pueblos de Europa, custodiad vuestros bienes más preciados", de 1895. |

|                                                                                        |
| Encuentro entre China, Japón y Occidente, pintura japonesa de finales del siglo XVIII. |

| |
| El tío Sam y John Bull dándose las manos y al fondo Columbia y Britania y arriba el águila americana y el león, cartel de la Exposición Industrial conjunta de Estados Unidos y Gran Bretaña de 1899-1900. |

| |
| Personificaciones animales de Rusia (oso), Inglaterra (león), Alemania (águila), Austria (águila bicéfala), Francia (gallo), Japón (leopardo), China (dragón dormido), lobo (Italia), Estados Unidos (águila calva o americana): "El verdadero problema será cuando despierte", agosto de 1900. |

| |
| Portada de la revista Gran Panorama Argentino de mayo de 1910 donde aparece representada Argentina. |

|                                                                 |
| El león hispano venciendo al dragón portugués, grabado de 1639. |